# Тахино
 Тази статия е за езерото.  За селото вижте Тахино (дем Висалтия).  
Тахино (на гръцки: Λίμνη Αχινού, Лимни Ахину) е бивше езеро, разположено на мястото на вливане на река Драматица в река Струма, в Сярското поле, пресушено от гръцките власти през 1935 година.
В 1907 година българският революционер Костадин Янчев действа в района южно от град Сяр до езерото Тахино.
В периода 1916 – 1918 година езерото е описано като плитко, с разнообразна растителност и прекрасни влажни зони. Природата около езерото е живописна.
В 1923 година в сярското село Нова махала се заселват гръцки колонисти като землището на селото е разширено със закупуването на чифлика на изселил се в Турция бей, с отчуждени имоти на манастира „Свети Йоан Предтеча“ и със земя от пресушеното езеро Тахино.